# Satura (album)
Satura – trzeci album szwajcarskiego wówczas jednoosobowego projektu Lacrimosa. Został wydany w 1993 roku przez wytwórnię Hall of Sermon.

## Lista utworów
Opracowano na podstawie materiału źródłowego.
1. Satura - 9:24
2. Erinnerung - 6:39
3. Crucifixio - 6:24
4. Versuchung - 8:39
5. Das Schweigen - 8:04
6. Flamme im Wind - 10:31

## Twórcy
Opracowano na podstawie materiału źródłowego.
- Stelio Diamantopoulos - oprawa graficzna
- Sebastian Hausmann - gitara basowa, gitara
- Philippe Alioth - inżynieria dźwięku, programowanie
- Eric The Phantom - zdjęcia
- Felix Flaucher - zdjęcia
- Sabina Rehmann - skrzypce
- Tilo Wolff - śpiew, produkcja muzyczna, muzyka, słowa, instrumenty muzyczne
- Natascha Pickel - głos